# Wilhelm Karl Hebel
Wilhelm Karl Hebel (* 23. Juni 1852 in Kassel; † 4. August 1930 in Bad Hersfeld) war Abgeordneter des Provinziallandtages der preußischen Provinz Hessen-Nassau.

## Leben
Wilhelm Karl Hebel war der Sohn des Lehrers Konrad Hebel und dessen Gemahlin Katharina Sophie Münscher. Nach seiner Schulausbildung erlernte er den Beruf des Försters und wurde Forstmeister in Salmünster. In dieser Funktion oblag ihm die Leitung eines Forstbezirks. 
Er war der Berater des Landeshauptmanns Reinhard von Gehren. Hebel betätigte sich politisch und erhielt 1899 ein Mandat für den Kurhessischen Kommunallandtag des Regierungsbezirks Kassel, aus dessen Mitte er zum Abgeordneten des Provinziallandtages der Provinz Hessen-Nassau bestimmt wurde. Hier war er Mitglied verschiedener Ausschüsse, so von 1908 bis 1919 im Hauptausschuss. 